# John Shirley
John Patrick Shirley (Houston, 10 febbraio 1953) è uno scrittore e sceneggiatore statunitense, autore di romanzi, racconti, sceneggiature televisive e cinematografiche di fantascienza e horror.

## Biografia
John Shirley è cresciuto prevalentemente nelle vicinanze di Portland in Oregon. È stato cantante della band post-punk funk-rock Obsession, prodotta dalla Celluloid Records, mentre viveva a New York e a Parigi, negli anni ottanta, e più tardi ha fatto parte delle band Sado Nations e  Panther Moderns. Attualmente vive nell'area della Baia di San Francisco.

### Carriera
L'eclettico e autorevole John Shirley è noto per il suo contributo alla fantascienza cyberpunk, così come per la suspense (come nei romanzi Spider Moon e The Brigade), per le storie e i romanzi horror e per i lavori cinematografici sempre di stampo horror. La sua sceneggiatura più celebre è quella del film Il Corvo, del quale è stato lo sceneggiatore iniziale, prima che David Schow rimaneggiasse la sceneggiatura. Ha anche scritto sceneggiature per Star Trek: Deep Space Nine e Poltergeist. Da citare i suoi primi, intensi e espressionistici romanzi horror come Dracula In Love e Cellars che hanno influito sul movimento Splatterpunk nell'horror, e sul successivo movimento "bizarro".

Secondo il critico letterario Paul T. Riddell ("John Shirley and the Death and Rebirth of Cyberpunk", Tangent Magazine): 
I romanzi cyberpunk più importanti di Shirley sono Il rock della città vivente e la trilogia di Eclipse. Bruce Sterling ha citato la prima raccolta di storie di Shirley, Heatseeker, per essere stata un'opera influente per il cyberpunk. Effettivamente, alcune storie in Heatseeker sono particolarmente influenti: ne è un esempio Sleepwalkers, che probabilmente ha fornito l'ispirazione per i "pupazzi di carne" di William Gibson in Neuromancer. Gibson ha riconosciuto l'influenza di Shirley e di aver preso in prestito idee da lui, nella sua introduzione a Il rock della città vivente di Shirley. La recente raccolta di storie di Shirley che è costituita da storie sempre più bizzarre, intitolata Really, Really, Really, Really Weird Stories è già divenuta un cult.
William Gibson, l'autore di Neuromancer, ha collaborato con Shirley su storie brevi—così come hanno fatto altri scrittori cyberpunk come Bruce Sterling e Rudy Rucker. Il lirismo, la ricchezza di idee e immaginazione, il crossover pionieristico, e l'umile onestà di Shirley sono stati lodati da altri scrittori come Clive Barker, Peter Straub, Roger Zelazny, Marc Laidlaw e A. A. Attanasio. Il suo lato più surreale, come in A Splendid Chaos mostra come è possibile descrivere l'indescrivibile con una credibilità paradossale ed un'impeccabile logica interna, senza badare a quanto sia bizzarro il tema trattato. A differenza di molti scrittori di "strada", le esperienze personali di Shirley, come il suo recupero dalla tossicodipendenza e l'essere un punk rocker, hanno portato una verosimiglianza reale alla sua scrittura già dark e tinta di aspetti urbani.
Negli ultimi anni Shirley è stato attirato per un po' di tempo nella scrittura di "romanzi tie-in" e di adattamenti, ma si parla di un suo ritorno alla composizione di un romanzo apocalittico e impegnato politicamente dal titolo The Other End che, secondo il sito dell'autore, sottrae l'apocalisse al Cristianesimo e dà il Giorno del Giudizio ai Liberali per farne ciò che desiderano. Ciò riflette la sua tendenza a creare un divertimento fantasy che è al contempo satira politica, o allegoria spirituale, come ad esempio in Demons, in cui si scopre che l'industria ha causato deliberatamente morti per cancro come parte di un grande programma segreto di sacrificio umano.
L'opera di Shirley spazia nei toni dal surreale, al crudo naturalismo, all'incubo. Shirley è anche uno scrittore di canzoni ed un cantante, avendo capeggiato numerose band punk, compresa la band di New York Obsession, che è stata registrata dalla Celluloid Records. Ha scritto testi per i Blue Öyster Cult, come ad esempio diverse canzoni dell'album Heaven Forbid.

## Riconoscimenti
- La raccolta di storie brevi di Shirley, "Black Butterflies" ha vinto:
  - Il Premio Bram Stoker dall'Horror Writers of America
  - Premio International Horror Guild
  - Selezionato come uno dei migliori libri del 1998 da Publisher's Weekly

## Opere
(parziale)

### Romanzi
- Transmaniacon (1979)
- Dracula in Love (1979)
- Il rock della città vivente (1980)
- Three-Ring Psychus (1980)
- The Brigade (1981)
- Cellars (1982)
- Diversi libri della serie Traveler di romanzi post-apocalittici (sotto lo pseudonimo D. B. Drumm)[1]
- Trilogia di Eclipse:
  - Eclipse (Eclipse, 1985), trad. di Maurizio Carità, Urania 1255, Mondadori, 1995; trad. di Francesca Leali e Eva Raguzzoni, Valis, Hobby & Work, 2006
  - Azione al crepuscolo (Eclipse Penumbra, 1988), trad. di Maurizio Carità, Urania 1276, Mondadori, 1996
  - La maschera sul sole (Eclipse Corona, 1990), trad. di Maurizio Carità, Urania 1290, Mondadori, 1996
- In Darkness Waiting (1988)
- Kamus of Kadizar: The Black Hole of Carcosa (1988)
- A Splendid Chaos (1988)
- Wetbones (1991)
- Silicon Embrace (1996)
- L'Era dei Miracoli (1996)
- Demons (2000, romanzo breve)
- Creature dell'inframondo (2001, romanzo breve)
- The View From Hell (2001, romanzo breve)
- Her Hunger (2001, romanzo breve)
- Spider Moon (2002)
- Demons, una nuova versione con il romanzo sequel Undercurrents (2002)
- Crawlers (2003)
- Constantine (2004, trasposizione letteraria del film tratto dal personaggio dei fumetti DC/Vertigo)
- Doom (2005, trasposizione letteraria della versione cinematografica dell'omonimo gioco per computer della Id Software)
- John Constantine, Hellblazer: War Lord (2006, basato sul personaggio del fumetto, non su quello del film)
- Predator: Forever Midnight (2006, tie-in della serie Predator)
- Batman: Dead White (2006, tie-in con Batman Begins)
- BioShock: Rapture (2011, prequel ai videogiochi BioShock e BioShock 2)

### Raccolte di racconti
- Heatseeker (1989)
- Il nuovo noir (1993)
- Il cuore esploso (1996)
- Black Butterflies (1998)
- Really, Really, Really, Really Weird Stories (1999)
- Darkness Divided (2001)

### Saggistica
- Gurdjieff - An Introduction to his Life and Ideas (2004) ISBN 1-58542-287-8

## Musica
Shirley ha scritto la maggior parte dei suoi testi per gli album Heaven Forbid e Curse of the Hidden Mirror degli Blue Öyster Cult e anche le canzoni Demon's Kiss e The Horsemen Arrive della loro colonna sonora Bad Channels. La loro canzone del 1972 Transmaniacon MC è stata di ispirazione per il suo romanzo Transmaniacon.